# Skandar Keynes
Skandar Keynes született: Skandar Amin Casper Keynes (London, Anglia, 1991. szeptember 5. –) angol színész. A Narnia Krónikái: Az oroszlán, a boszorkány és a ruhásszekrény című film tette nevét ismertté.

## Életrajz
Édesanyja Zelfa Cecil Hourani, édesapja pedig Randal Keynes, egy nővére van: Soumaya. Rokonságban áll a híres tudós, Charles Darwin-nal és anyai ágon Cecil Fadlo Hourani, egy híres libanoni származású íróval is. 2000 és 2005 között az Anna Scher színházi iskolába járt, mely igen elismert Daniel Radcliffe is itt végzett. A C.S. Lewis könyvei szerint írt Narnia krónikái című filmekben kapott szerepet, legkisebb fiú testvérként, Edmund Pevensie szerepében.

## Filmjei
| Év   | Cím                                                           | Eredeti cím                                                    | Szerep                   | Díjak és megjegyzések |
| ---- | ------------------------------------------------------------- | -------------------------------------------------------------- | ------------------------ | --- |
| 2010 | Narnia Krónikái: A Hajnalvándor útja                          | The Chronicles of Narnia: The Voyage of the Dawn Treader       | Edmund Pevensie          | |
| 2008 | Narnia Krónikái: Caspian herceg                               | The Chronicles of Narnia: Prince Caspian                       | Edmund Pevensie          | Jelölés — Young Artist Award for Best Performance in a Feature Film - főszereplő Jelölés — Young Artist Award for Best Performance in a Feature Film - szereplőgárda |
| 2005 | Narnia Krónikái: Az oroszlán, a boszorkány és a ruhásszekrény | The Chronicles of Narnia: The Lion, the Witch and the Wardrobe | Edmund Pevensie          | Camie-díj a legjobb fiatal színésznek |
| 2003 |                                                               | Ferrari                                                        | Enzo Ferrari (nyolcéves) | |
| 2001 |                                                               | Victoria Died in 1901 and is Still Alive Today                 | Waif                     | tévéfilm |